# Francis Cockfield
Francis Arthur Cockfield (ur. 28 września 1916 w Horsham, zm. 8 stycznia 2007) – brytyjski polityk, członek Partii Konserwatywnej, minister w rządach Margaret Thatcher, komisarz europejski.

## Życiorys
Był synem porucznika C.F. Cockfielda, który zginął nad Sommą na miesiąc przez narodzeniem syna. Francis odebrał wykształcenie w Dover Grammar School oraz w London School of Economics. W 1938 r. rozpoczął pracę w Inland Revenue. W 1942 r. rozpoczął praktykę adwokacką w Inner Temple. W latach 1945–1952 był dyrektorem departamentu statystyki Inland Revenue. W latach 1951–1952 był komisarzem IR. Następnie rozpoczął pracę w Boots Group jako dyrektor finansowy. W latach 1961–1967 był dyrektorem zarządzającym firmy. W latach 1962–1964 był członkiem Rady Narodowego Rozwoju Ekonomicznego Selwyna Lloyda.
Cockfield opuścił Boots Group aby zostać doradcą polityka Partii Konserwatywnej Iaina Macleoda ds. podatkowych i ekonomicznych. W latach 1968–1969 był przewodniczącym Królewskiego Towarzystwa Statystycznego. Po śmierci Macleoda w 1970 r. Cockfield został doradcą Anthony'ego Barbera. W 1973 r. został przewodniczącym Komisji Cen i był nim do 1977 r. Również w 1973 r. otrzymał tytuł szlachecki.
W kwietniu 1978 r. został kreowany parem dożywotnim jako baron Cockfield. Po zwycięstwie konserwatystów w wyborach 1979 r. został ministrem stanu Skarbu. Był nim do kwietnia 1982 r. W tym samym roku został członkiem Tajnej Rady, a następnie ministrem handlu, ostatnią osobą na tym stanowisku przez fuzją z ministerstwem przemysłu w 1983 r. Cockfield został wówczas Kanclerzem Księstwa Lancaster. Ponieważ urząd nie miał przypisanych kompetencji, Cockfield działał głównie jako doradca premiera. Z tego stanowiska zrezygnował w 1984 r., aby objąć posadę w Komisji Europejskiej.
Lord Cockfield został komisarzem ds. rynku wewnętrznego, podatków i usług oraz wiceprzewodniczącym Komisji. Działał na rzecz utworzenia wspólnego rynku gospodarczego wewnątrz Wspólnoty. W Komisji zasiadał do 1988 r. Następnie został konsultantem Peat, Marwick, McLintock. W 1990 r. został odznaczony Krzyżem Wielkim Orderu Leopolda II. Był również doktorem honoris causa wielu uniwersytetów w Wielkiej Brytanii i Stanach Zjednoczonych. Zmarł w 2007 r.
Był dwukrotnie żonaty. Po raz pierwszy poślubił w 1943 r. Ruth Helen Simonis. Po rozwodzie poślubił w 1970 r. Monicę Mudie, która zmarła w 1992 r. Miał dwoje dzieci, syna i córkę, oboje z pierwszego małżeństwa.